# Microstylum balbillus
Microstylum balbillus là một loài ruồi trong họ Asilidae. Microstylum balbillus được Walker miêu tả năm 1849. Loài này phân bố ở miền Ấn Độ - Mã Lai.